# Ścinawa (gromada)
Ścinawa – dawna gromada, czyli najmniejsza jednostka podziału terytorialnego Polskiej Rzeczypospolitej Ludowej w latach 1954–1972.
Gromady, z gromadzkimi radami narodowymi (GRN) jako organami władzy najniższego stopnia na wsi, funkcjonowały od reformy reorganizującej administrację wiejską przeprowadzonej jesienią 1954 do momentu ich zniesienia z dniem 1 stycznia 1973, tym samym wypierając organizację gminną w latach 1954–1972.
Gromadę Ścinawa z siedzibą GRN w mieście Ścinawie (nie wchodzącym w skład gromady) utworzono – jako jedną z 8759 gromad na obszarze Polski – w powiecie wołowskim w woj. wrocławskim, na mocy uchwały nr 31/54 WRN we Wrocławiu z dnia 2 października 1954. W skład jednostki weszły obszary dotychczasowych gromad Dąbrowa Dolna, Krzyżowo, Ręszów, Lasowice i Przychowa (bez przysiółka Chełmek Wołowski) ze zniesionej gminy Ścinawa oraz obszar dotychczasowej gromady Buszkowice (bez przysiółka Ciechlowice) ze zniesionej gminy Chobienia w tymże powiecie. Dla gromady ustalono 16 członków gromadzkiej rady narodowej.
1 stycznia 1972 do gromady Ścinawa włączono obszar zniesionej gromady Małowice w tymże powiecie.
Gromada przetrwała do końca 1972 roku, czyli do kolejnej reformy gminnej. 1 stycznia 1973, tym razem w powiecie lubińskim, reaktywowano gminę Ścinawa.